# Concours Eurovision des jeunes musiciens 2014
 (juillet 2024).
La mise en forme du texte ne suit pas les recommandations de Wikipédia : il faut le « wikifier ».
Les points d'amélioration suivants sont les cas les plus fréquents. Le détail des points à revoir est peut-être précisé sur la page de discussion.
- Les titres sont pré-formatés par le logiciel. Ils ne sont ni en capitales, ni en gras.
- Le texte ne doit pas être écrit en capitales (les noms de famille non plus), ni en gras, ni en italique, ni en « petit »…
- Le gras n'est utilisé que pour surligner le titre de l'article dans l'introduction, une seule fois.
- L'italique est rarement utilisé : mots en langue étrangère, titres d'œuvres, noms de bateaux, etc.
- Les citations ne sont pas en italique mais en corps de texte normal. Elles sont entourées par des guillemets français : « et ».
- Les listes à puces sont à éviter, des paragraphes rédigés étant largement préférés. Les tableaux sont à réserver à la présentation de données structurées (résultats, etc.).
- Les appels de note de bas de page (petits chiffres en exposant, introduits par l'outil «  Source ») sont à placer entre la fin de phrase et le point final[comme ça].
- Les liens internes (vers d'autres articles de Wikipédia) sont à choisir avec parcimonie. Créez des liens vers des articles approfondissant le sujet. Les termes génériques sans rapport avec le sujet sont à éviter, ainsi que les répétitions de liens vers un même terme.
- Les liens externes sont à placer uniquement dans une section « Liens externes », à la fin de l'article. Ces liens sont à choisir avec parcimonie suivant les règles définies. Si un lien sert de source à l'article, son insertion dans le texte est à faire par les notes de bas de page.
- La présentation des références doit suivre les conventions bibliographiques. Il est recommandé d'utiliser les modèles {{Ouvrage}}, {{Chapitre}}, {{Article}}, {{Lien web}} et/ou {{Bibliographie}}. Le mode d'édition visuel peut mettre en forme automatiquement les références.
- Insérer une infobox (cadre d'informations à droite) n'est pas obligatoire pour parachever la mise en page.

Pour une aide détaillée, merci de consulter Aide:Wikification.
Si vous pensez que ces points ont été résolus, vous pouvez retirer ce bandeau et améliorer la mise en forme d'un autre article.
- Pays éliminés en Demi-finale
- Pays Finalistes
- Pays ayant participé dans le passé, mais pas en 2014

Vienne 2012 Cologne 2016
L' Eurovision Jeunes Musiciens 2014 était la 17e de l'Eurovision Jeunes Musiciens, qui s'est tenue devant la cathédrale de Cologne , en Allemagne, le 31 mai 2014 Organisée par l'Union européenne de radiodiffusion (UER) et la chaîne hôte Westdeutscher Rundfunk (WDR), des musiciens de quatorze pays ont participé à la finale télévisée. C'était la cinquième fois que le concours se déroulait sur une scène en plein air. L’Allemagne avait déjà accueilli le concours en 2002.
Tous les participants ont interprété une pièce classique de leur choix accompagnés par l'Orchestre Symphonique du WDR, dirigé par Kristiina Poska. Cette année, 14 pays ont participé au concours. Malta et Moldova ont fait leurs débuts à l'Eurovision des Jeunes Musiciens. L’Arménie, la Biélorussie, la Bosnie-Herzégovine, la Géorgie et l’Ukraine ont décidé de ne pas participer au concours de cette année. L’Hongrie est revenue pour la première fois depuis 2000. La Suède y a participé pour la dernière fois en 2010, tandis que le Portugal n'y était plus depuis qu'il l' a accueilli en 1996.
L'Autrichien Ziyu He a remporté le concours, tandis que la Slovénie et la Hongrie se sont classées respectivement deuxième et troisième. En 2014, l'Autriche a également remporté le concours Eurovision de la chanson.

## Emplacement

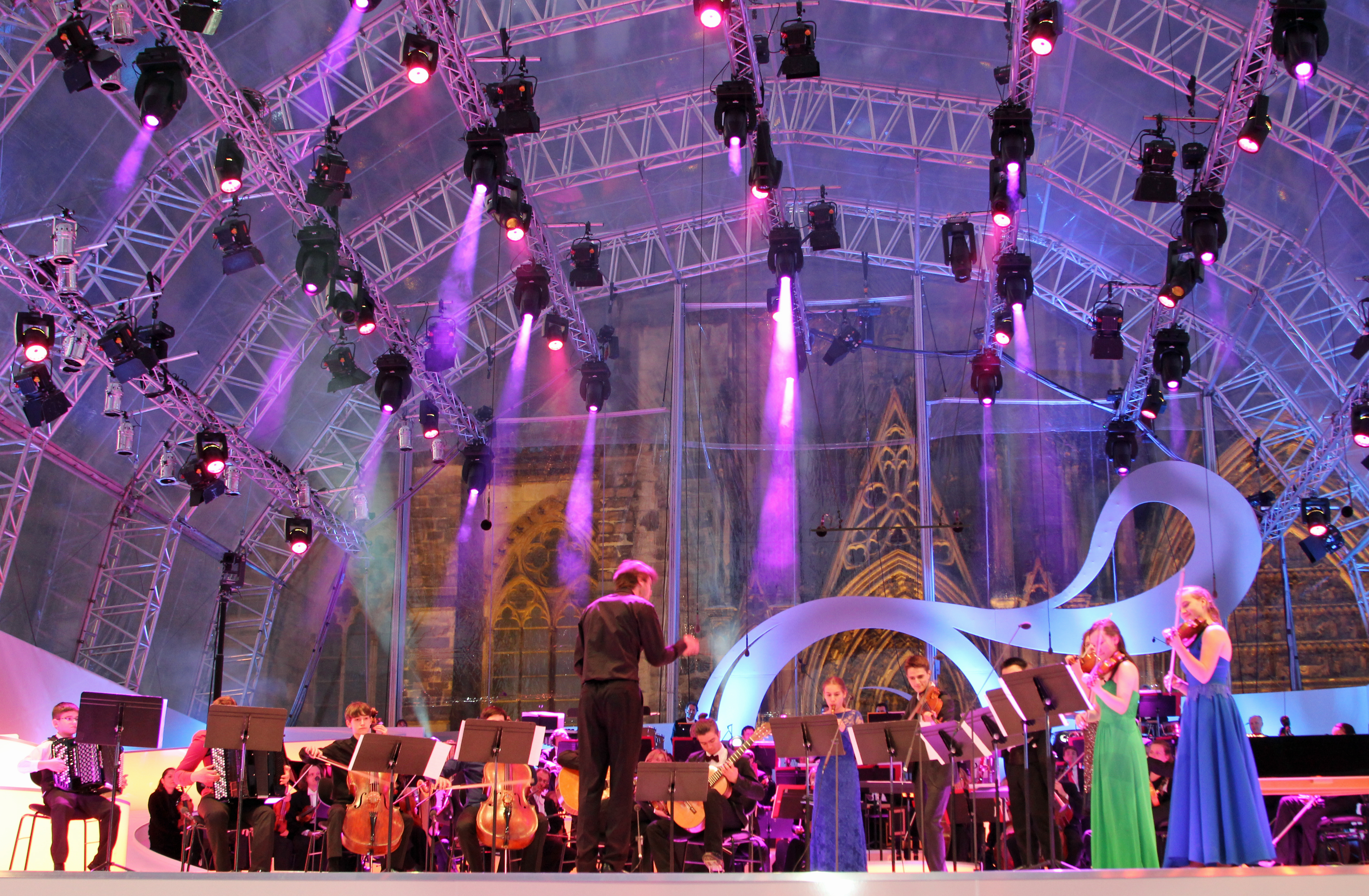
Le concours s'est déroulé sur une scène en plein air à l'extérieur de la cathédrale de Cologne, à Cologne.

La Roncalliplatz, une place à l'extérieur de la cathédrale de Cologne, a accueilli l'édition 2014 de l'Eurovision Jeunes Musiciens.

## Format

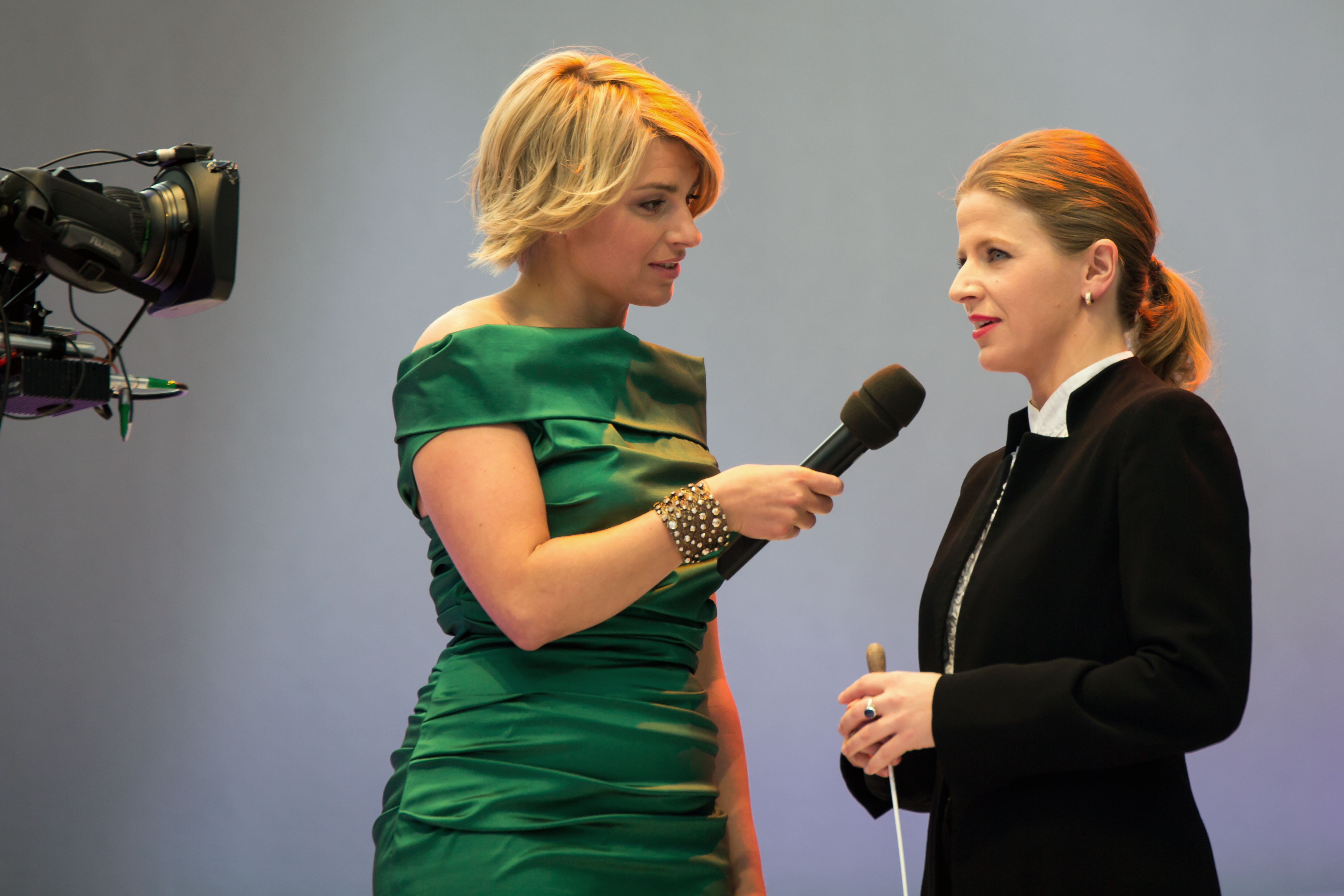
Sabine Heinrich (à gauche) et Kristiina Poska (à droite) lors de la finale de l'Eurovision Young Musicians 2014.

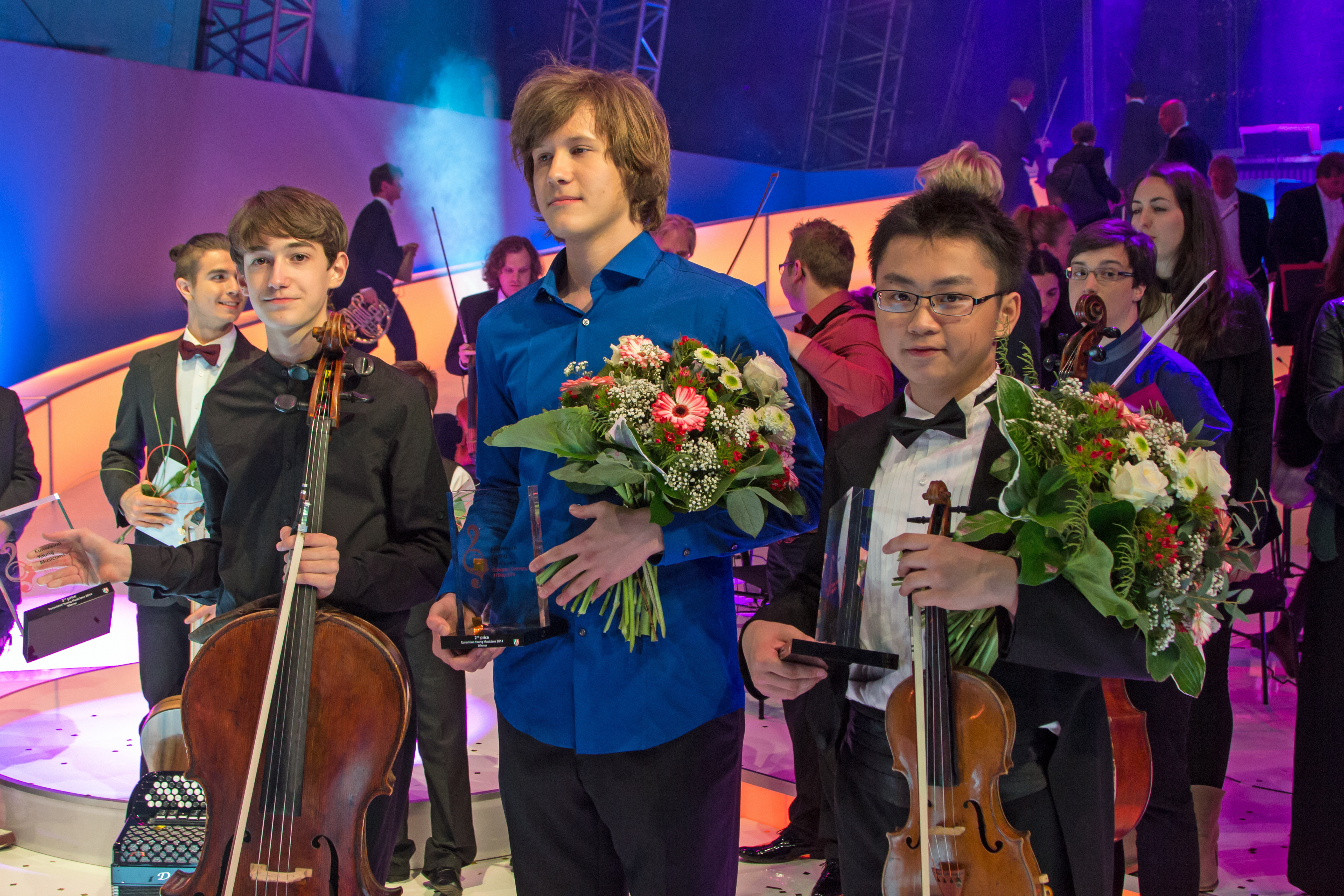
Gagnants : Hongrie, Slovénie et Autriche

Sabine Heinrich était l'animatrice du concours 2014.Le groupe Flying Steps (en) s’est produit lors de l’entracte.
Contrairement aux autres années, il n’y eut pas de demi-finale, remplacée par un tour préliminaire qui s'est déroulé sur deux jours les 26 et 27 mai. Celui-ci fut diffusé en direct sur youngmusicians.tv. Chaque musicien devait jouer jusqu'à 15 minutes lors de ce tour et un maximum de cinq minutes lors de la grande finale du 31 mai. Le jury international a noté chaque musicien et performance lors du tour préliminaire. Les scores ont été ajoutés à ceux donnés lors de la Grande Finale pour désigner les trois gagnants,.

## Pays participants
Tous les pays participants se sont automatiquement qualifiés pour la finale le 31 mai 2014. La phase éliminatoire des demi-finales a été remplacée par un tour préliminaire de deux jours, qui s'est déroulé respectivement les 26 et 27 mai au Kleiner Sendesaal de la Funkhaus Wallrafplatz (de). Le jury professionnel a attribué des points lors de cette épreuve.

### Tour Préliminaire

#### Partie 1 (26 mai 2014)
| Passage | Pays     | Artiste                     | Instrument  | Musique |
| ------- | -------- | --------------------------- | ----------- | --- |
| 01      | Croatie  | Sara Domjanić               | Violon      | 1) Sonata for Violin on C Minor, op.45, no.3 (1. mvt: Allegro molto ed appassionato) par Edvard Grieg 2) Valse-Scherzo in C Major, op.34 par Piotr Tchaikovsky            |
| 02      | Norvège  | Sonoko Miriam Shimano Welde | Violon      | 1) Poème, Op.25 par Ernest Chausson |
| 03      | Malte    | Kurt Aquilina               | Guitare     | 1) August Lullaby par Marek Mancina Modifié par Per-Olov Kindgren 2) Concerto de Aranquez par Joaquin Rodrigo 3) Birds flew over the spire par Gary Ryan                  |
| 04      | Hongrie  | Gergely Devich              | Violoncelle | 1) Minuet in C Major par Haydn-Piatti 2) Liebestraum par Liszt-Cassado 3) Roumanien folk dances par Bartók-Silva                                                          |
| 05      | Slovénie | Urban Stanič                | Piano       | 1) Sonata/Capriccio K20, E - Major par Domenico Scarlatti 2) Paraphrase de concert S. 434 par Franz Liszt 3) Suggestion diabolique, op.4 par Sergej Prokofiev             |
| 06      | Autriche | Ziyu He (en)                | Violon      | 1) Violinkonzert KV 207, 1. Satz mit Kadenz von Kurt Guntner par Wolfgang Amadeus Mozart 2) Capriccio op. 1/1 par Niccolò Paganini 3) 2. Violinkonzert par Béla Bartók    |
| 07      | Pays-Bas | Lucie Horsch                | Flûte à bec | 1) Sonata seconda (Renaissance sopraan) par Dario Castello 2) Der Besucher der Idylle (1993) (tenor) par Isang Yun 3) Adagio en Allegro uit Sonate Wq 135 par C.P.E. Bach |

#### Partie 2 (27 mai 2014)
| Passage | Pays               | Artiste                | Instrument  | Musique |
| ------- | ------------------ | ---------------------- | ----------- | --- |
| 08      | Pologne            | Bartosz Kołsut         | Accordéon   | 1) Praeludium and Fugue in h minor BWV 893 par Johann Sebastian Bach 2) Near the Portrait of Niccolo Paganini parVolodymyr Runchak 3) Don Rhapsody part III par Vjatcheslav Siemionov                                                                                    |
| 09      | Portugal           | André Gunko            | Violoncelle | 1) Suite for solo cello - Intermezzo e danza finale par Gaspar Cassadó 2) Pezzo Capriccioso par Piotr Tchaikovsky |
| 10      | Grèce              | Vassilis Digos         | Guitare     | 1) Differencias Sobre Guardame las Vacas par Luys de Narvaez 2) Danza del Altiplano par Leo Brouwer 3) Sonata-Joaquin Turina 2nd and 3rd movement par Joaquin Turina |
| 11      | Allemagne          | Judith Stapf (en)      | Violon      | 1) Grand Caprice for violine solo op. 26 "Der Erlkönig" (according to the ballad of Franz Schubert) par Heinrich Wilhelm Ernst / Franz Schubert 2) Estrellita par Manuel Ponce/arr. Jascha Heifetz 3) Violin sonata in d, op. 108, 4. Presto agitato par Johannes Brahms |
| 12      | Suède              | Albin Uusijärvi        | Alto        | 1) Romanze op 85 par Max Bruch |
| 13      | République Tchèque | Martin Kot             | Accordéon   | 1) Flick-Flack par Albert Vossen |
| 14      | Moldavie           | Livyka Shtirbu-Sokolov | Piano       | 1) Prelude and Fugue no.2 A minor op.87 par Dmitri Shostakovich 2) Novelette No.3 par Francis Poulenc 3) Sonata no.1 par Rodion Shchedrin |

### Finale
Des prix ont été décernés aux trois premiers pays. Le tableau ci-dessous les met en évidence en utilisant l'or, l'argent et le bronze . Les résultats de classement des participants restants sont inconnus et n'ont jamais été rendus publics par l'Union européenne de radiodiffusion.
| Passage | pays               | Artiste                     | Instrument  | Musique | Resultat |
| ------- | ------------------ | --------------------------- | ----------- | --- | -------- |
| 01      | Moldavie           | Livyka Shtirbu-Sokolov      | Piano       | Piano concerto par Liviu Shtirbu                                                                                         | -        |
| 02      | Croatie            | Sara Domjanić               | Violon      | Zigeunerweisen, op.20 par Pablo de Sarasate                                                                              | -        |
| 03      | Malte              | Kurt Aquilina               | Guitare     | Concerto de Aranquez par Joaquin Rodrigo                                                                                 | -        |
| 04      | Hongrie            | Gergely Devich              | Violoncelle | Allegro appassionato Op.43 par Saint-Saëns                                                                               | 03       |
| 05      | Slovénie           | Urban Stanič                | Piano       | Grande polonaise brillante, op. 22 E-flat major par Fryderyk Chopin                                                      | 02       |
| 06      | Autriche           | Ziyu He (en)                | Violon      | 2. Violinkonzert par Béla Bartók                                                                                         | 01       |
| 07      | Pologne            | Bartosz Kołsut              | Accordéon   | "Concerto Classico" part I par Bronisław Kazimierz Przybylski                                                            | -        |
| 08      | Pays-Bas           | Lucie Horsch                | Flûte à bec | Concerto per flautino in sol maggiore RV 443 par A. Vivaldi                                                              | -        |
| 09      | Portugal           | André Gunko                 | Violoncelle | Cello Concerto op. 85, 2 mov Lento. Allegro molto par Edward Elgar                                                       | -        |
| 10      | Grèce              | Vassilis Digos              | Guitare     | Concerto in Re - M.C. Tedesco par M.C. Tedesco                                                                           | -        |
| 11      | Allemagne          | Judith Stapf (en)           | Violon      | Violin Concerto No. 1 in A minor, Opus 77, fourth movement: Burlesque: Allegro con brio - Presto par Dmitri Shostakovich | -        |
| 12      | Suède              | Albin Uusijärvi             | Alto        | Viola concerto, 2nd movement par William Walton                                                                          | -        |
| 13      | République Tchèque | Martin Kot                  | Accordéon   | Flick-Flack par Albert Vossen                                                                                            | -        |
| 14      | Norvège            | Sonoko Miriam Shimano Welde | Violon      | 3. movement from Violin Concerto no 1 in G minor, op. 26 par Max Bruch                                                   | -        |

## Membres du jury
La liste des membres du jury est la suivante :
- Autriche – Clemens Hellsberg (en)[11],[12]
- Allemagne – Markus Pawlik (it)[13] (Gagnant du concours de 1982 )
- Irlande – Carol McGonnell[14]
- Suisse – Maurice Steger
- Slovénie – Uroš Lajovic (en)

## Rediffusion
Le concours a été diffusé par les diffuseurs suivants :
| Date de la diffusion | Pays               | Télédifuseurs                        |
| -------------------- | ------------------ | ------------------------------------ |
| 31 Mai 2014          | Croatie            | HRT 2                                |
| 31 Mai 2014          | République tchèque | ČT art                               |
| 31 Mai 2014          | Allemagne          | WDR Fernsehen (15 minutes de retard) |
| 31 Mai 2014          | Grèce              | ERA 1                                |
| 31 Mai 2014          | Hongrie            | M2                                   |
| 31 Mai 2014          | Malte              | TVM1 (50 minutes de retard)          |
| 31 Mai 2014          | Moldavie           | Moldova 1                            |
| 31 Mai 2014          | Moldavie           | Radio Moldova                        |
| 31 Mai 2014          | Norvège            | NRK1                                 |
| 31 Mai 2014          | Pologne            | TVP Kultura                          |
| 31 Mai 2014          | Portugal           | Antena 2                             |
| 31 Mai 2014          | Reste du monde     | www.youngmusicians.tv                |
| 31 Mai 2014          | Slovénie           | RTVSLO2                              |
| 31 Mai 2014          | Suède              | SVT2                                 |
| 1 Juin 2014          | Grèce              | ERT1                                 |
| 1 Juin 2014          | Portugal           | RTP2                                 |
| 8 Juin 2014          | Autriche           | ORF 2                                |
| 9 Juin 2014          | Pays-Bas           | NTR                                  |

## Voir également
- Festival de la chanson radio ABU 2014
- Festival de la chanson ABU TV 2014
- Concours Eurovision de la chanson 2014
- Concours Eurovision de la chanson junior 2014
- Concours de chanson de Türkvizyon 2014